# Albertino Gabana
Albertino Gabana (Pordenone, 10 ottobre 1954) è un politico italiano.

## Biografia
Alle elezioni politiche del 2006 viene eletto senatore della XV legislatura della Repubblica Italiana nella circoscrizione Friuli Venezia Giulia per la Lega Nord. Nel maggio 2007 passa al Gruppo misto del Senato, per poi aderire nell'ottobre successivo a Forza Italia.